# Anna Sibinska
Anna Bozena Sibinska, född 22 februari 1963 i Polen, är en svensk miljöpartistisk politiker. Hon var 2018–2022 riksdagsledamot för Göteborgs kommuns valkrets.
Anna Sibinska var ordförande i stadsdelsnämnden centrum i Göteborgs kommun och ordförande för Miljöpartiet i Göteborg. Hon har tidigare arbetat som lärare i Katolska skolan.